# Chamaeza nobilis
A Chamaeza nobilis a madarak osztályának verébalakúak (Passeriformes) rendjébe és a  földihangyászfélék (Formicariidae) családjába tartozó faj.

## Rendszerezése
A fajt John Gould angol ornitológus írta le 1855-ben.

## Alfajai
- Chamaeza nobilis fulvipectus Todd, 1927
- Chamaeza nobilis nobilis Gould, 1855
- Chamaeza nobilis rubida Zimmer, 1932[2]

## Előfordulása
Dél-Amerikában, Bolívia, Brazília, Kolumbia,  Ecuador és Peru területén honos. Természetes élőhelyei a szubtrópusi vagy trópusi síkvidéki esőerdők. Állandó, nem vonul faj.

## Megjelenése
Testhossza 22 centiméter, testtömege 120–152 gramm.

## Természetvédelmi helyzete
Az elterjedési területe rendkívül nagy, egyedszáma pedig stabil. A Természetvédelmi Világszövetség Vörös listáján nem veszélyeztetett fajként szerepel.